# استلویو چیپریانی
استلویو چیپریانی (ایتالیایی: Stelvio Cipriani؛ ۲۰ اوت ۱۹۳۷ – ۱ اکتبر ۲۰۱۸) موسیقی‌دان و آهنگساز اهل ایتالیا بود.
از فیلم‌ها یا مجموعه‌های تلویزیونی که وی در آن‌ها نقش داشته‌است، می‌توان به قاتل پشت خط است، شیطانت را در جهنم من بگذار، ... و مدام شیطان را در جهنم نهادند، آموزگار جایگزین به شهر می‌رود، پیرینوی باحال، یک پارچه جواهر، گناه است… اما آن را دوست دارم، دو قلب، یک نیایشگاه، فرانکشتاین به سبک ایتالیایی – مرا بگیر، شکنجه‌ام کن، چون دچار عشق سوزانم!، فقط سیاهی، قصه‌های ممنوعه… دربارهٔ برهنگی، مربی اسکی، کُنتس از خنده مُرد، جان‌سخت، پاپایا، الهه عشق آدمخواران، ارگاسم سیاه، بوم‌شناسی جنایت، تیم اضطراری، بلاندی، خواهر امانوئل، مثلث برمودا، پیرانا ۲: تخم‌ریزی، پلیس قاتل، لو مان، میانبری به جهنم، ضیافت تراژیک، رودخانه تمساح بزرگ و دون بوسکو اشاره نمود.